# Serie A 1964 (hockey su pista)
La Serie A 1964 è stata la 41ª edizione (la 15ª a girone unico), del torneo di primo livello del campionato italiano di hockey su pista. La competizione ha avuto inizio il 2 maggio e si è conclusa il 3 ottobre 1964.
Lo scudetto è stato conquistato dalla Triestina per la diciottesima volta nella sua storia, la terza consecutiva.

## Stagione

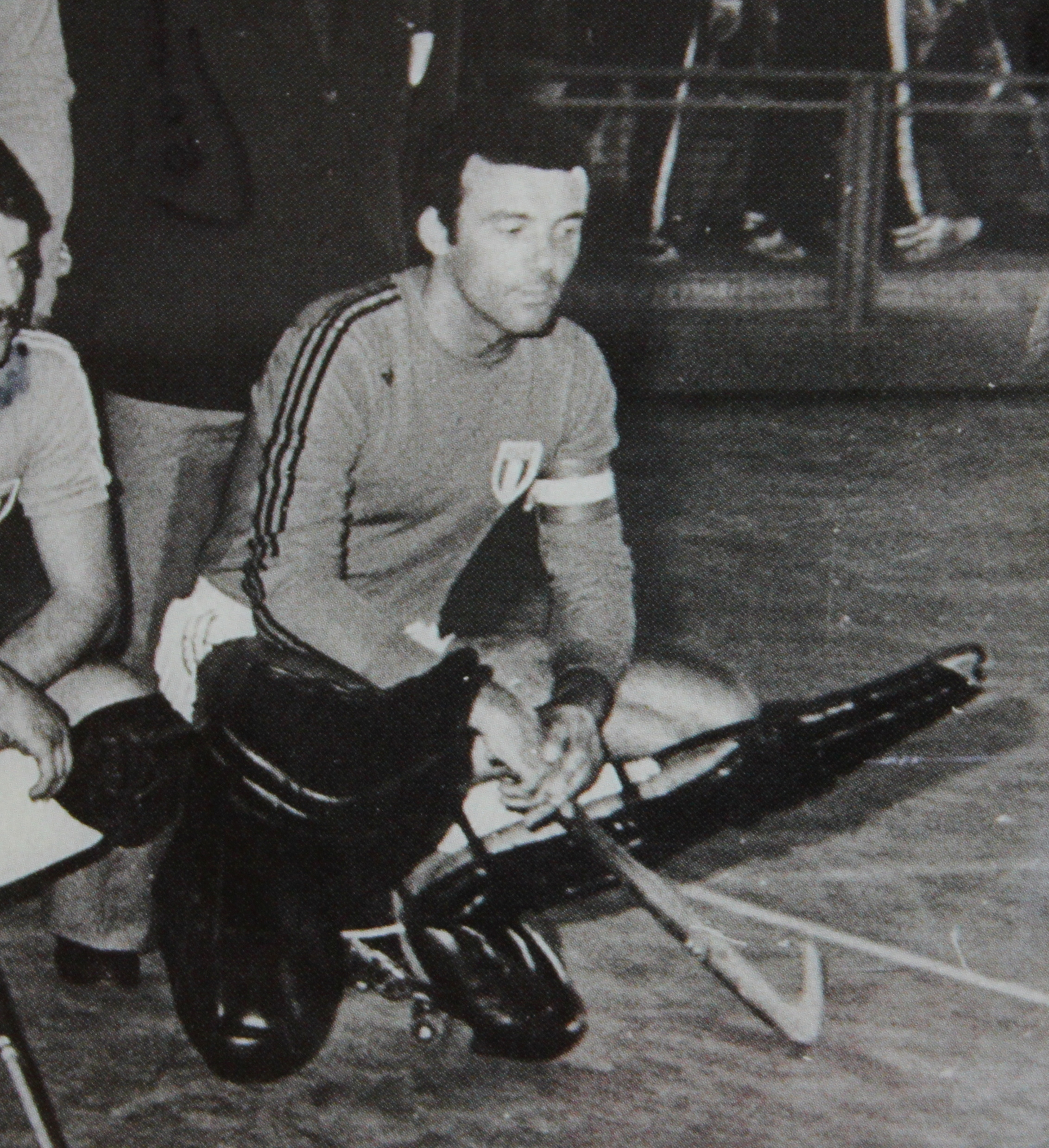
Fontana storico portiere del Bassano, qui ritratto con la maglia della Nazionale.

### Novità
A prendere il testimone della Lazio e della Pro Follonica retrocesse in Serie B vi furono, vincendo il campionato cadetto, la Bolzanetese di Genova, che mancava dalla massima seria dalla stagione 1953 e la Pirelli. Al torneo parteciparono: Amatori Modena, Bassano, Candy Monza, DLF Trieste, Lodi, Marzotto Valdagno, Novara, Triestina e appunto la Bolzanetese e la Pirelli.

### Formula
La formula del campionato fu la stessa della stagione precedente; la manifestazione fu organizzata con un girone all'italiana, con gare di andata e ritorno per un totale di 18 giornate: erano assegnati 2 punti per l'incontro vinto e un punto a testa per l'incontro pareggiato, mentre non ne era attribuito alcuno per la sconfitta. Al termine del campionato la prima squadra classificata venne proclamata campione d'Italia mentre la nona e la decima classificata retrocedettero in Serie B.

### Avvenimenti
Il campionato iniziò il 2 maggio e si concluse il 3 ottobre 1964. La partenza sorrise alla solita Triestina e a un ritrovato Novara; i due club infilarono quattro vittorie consecutive nelle prime quattro giornate portandosi in testa alla classifica seguite dall'Amatori Modena.
Il Monza invece rimase attardato subendo una sconfitta a Genova ad opera della neopromossa Bolzanetese, venendo sconfitto nello scontro diretto con la Triestina alla quarta giornata. Al quinto turno di campionato la squadra guidata da Mario Cergol sconfisse per 4 a 2 il Novara portandosi così in testa alla classifica.
Alla settima giornata i campioni d'Italia portarono a tre i punti di vantaggio sulla seconda classificata, l'Amatori Modena, grazie alla vittoria nello scontro diretto giocato a Trieste e sembravano avviati a vincere il torneo in maniera agevole. Al termine del girone di andata però gli alabardati vennero sconfitti in casa dal Marzotto Valdagno e videro l'Amatori riavvicinarsi ad un solo punto. Continuava invece la crisi del Monza che con una sola vittoria nelle ultime quattro gare occupava la settima posizione con otto punti di ritardo dalla capo classifica.
All'undicesima giornata il vantaggio della Triestina arrivo a quattro punti sull'immediata inseguitrice, in zona retrocessione invece erano relegate nel giro di un punto Bassano, Bolzanetese e Pirelli. Tra la tredicesima e la quattordicesima giornata complici un pareggio e una sconfitta sulla pista di Novara il gruppo di testa si ricompattò con la Triestina sempre in testa ma con un solo punto di vantaggio sui modenesi e due sui piemontesi.
Si arrivò all'ultima giornata con i friulani sempre in testa con due lunghezze di vantaggio sul Novara mentre l'Amatori Modena incappò in tre sconfitte consecutive rimanendo attardata dal duo di testa. Grazie al pareggio maturato a Valdagno contro il Marzotto la Triestina conservò un punto di vantaggio sul Novara laureandosi per la diciottesima volta, la terza consecutiva, campione d'Italia. Retrocedettero in Serie B il Pirelli e la Bolzanetese che perse lo spareggio salvezza giocato a Bologna contro il Bassano; per la Bolzanetese questo fu l'ultimo campionato di Serie A disputato.
Romano Martellani della Triestina con 40 reti fu capocannoniere del torneo.

## Squadre partecipanti
| Club              | Stag.    | Città                   | Impianto                           | Stagione precedente              |
| ----------------- | -------- | ----------------------- | ---------------------------------- | -------------------------------- |
| Amatori Modena    | dettagli | Modena                  | Pista del Rifugio Verde            | 3º in Serie A                    |
| Bassano           | dettagli | Bassano del Grappa (VI) | Pista del Centro Giovanile         | 8º in Serie A                    |
| Bolzanetese       | dettagli | Genova                  | Pista di Nostra Signora della Neve | In Serie B, promosso             |
| DLF Trieste       | dettagli | Trieste                 | Pista di viale Miramare            | 7º in Serie A                    |
| Lodi              | dettagli | Lodi (MI)               | Pista Revellino                    | 6º in Serie A                    |
| Marzotto Valdagno | dettagli | Valdagno (VI)           | Pista Cavalchina                   | 4º in Serie A                    |
| Candy Monza       | dettagli | Monza (MI)              | Pista di via Boccaccio             | 2º in Serie A                    |
| Novara            | dettagli | Novara                  | Pista in viale Buonarroti          | 5º in Serie A                    |
| Pirelli           | dettagli | Milano                  | Pista della Bicocca                | In Serie B, promosso             |
| Triestina         | dettagli | Trieste                 | Pista di Viale Miramare            | 1º in Serie A, campione d'Italia |

### Allenatori e primatisti
| Squadra           | Allenatore      | Cannoniere             |
| ----------------- | --------------- | ---------------------- |
| Amatori Modena    |                 | Claudio Brezigar (21)  |
| Bassano           | Giuseppe Graser | Albertin (14)          |
| Bolzanetese       |                 | Compora (14)           |
| DLF Trieste       |                 | Armando Spessot (35)   |
| Lodi              |                 | Maurizio Gelmini (33)  |
| Marzotto Valdagno |                 | Sbalchiero (28)        |
| Candy Monza       |                 | Emilio Levati (16)     |
| Novara            | Claudio Ghione  | Renzo Zaffinetti (39)  |
| Pirelli           |                 |                        |
| Triestina         | Mario Cergol    | Romano Martellani (40) |

## Classifica finale
|  | Pos. | Squadra           | Pt | G  | V  | N | P  | GF  | GS  | DR  |
|  | ---- | ----------------- | -- | -- | -- | - | -- | --- | --- | --- |
|  | 1.   | Triestina         | 30 | 18 | 14 | 2 | 2  | 81  | 26  | +55 |
|  | 2.   | Novara            | 29 | 18 | 14 | 1 | 3  | 106 | 38  | +68 |
|  | 3.   | Amatori Modena    | 24 | 18 | 11 | 2 | 5  | 88  | 41  | +47 |
|  | 4.   | Candy Monza       | 23 | 18 | 11 | 1 | 6  | 66  | 59  | +7  |
|  | 5.   | DLF Trieste       | 21 | 18 | 10 | 1 | 7  | 97  | 75  | +22 |
|  | 6.   | Marzotto Valdagno | 18 | 18 | 8  | 2 | 8  | 71  | 58  | +13 |
|  | 7.   | Lodi              | 18 | 18 | 6  | 6 | 6  | 72  | 74  | -2  |
|  | 8.   | Bassano           | 6  | 18 | 2  | 2 | 14 | 32  | 73  | -41 |
|  | 9.   | Bolzanetese       | 6  | 18 | 2  | 2 | 14 | 33  | 128 | -95 |
|  | 10.  | Pirelli           | 5  | 18 | 1  | 3 | 14 | 47  | 121 | -74 |

Legenda:
      Campione d'Italia.
      Retrocesso in Serie B.
Note:
Due punti a vittoria, uno a pareggio, zero a sconfitta.
Il Marzotto Valdagno prevale sul Lodi in virtù della migliore quoziente reti.
Il Bassano salvo dopo aver vinto lo spareggio salvezza contro la Bolzanetese.

## Risultati

### Tabellone
| 1964              | AmMo | Bass | Bolz | DlfT | Lodi | MarV | Monz | Nova | Pire | Trie |
| ----------------- | ---- | ---- | ---- | ---- | ---- | ---- | ---- | ---- | ---- | ---- |
| Amatori Modena    | –––– | 8-2  | 11-1 | 13-3 | 3-3  | 2-1  | 3-1  | 3-2  | 9-3  | 1-3  |
| Bassano           | 1-6  | –––– | 5-1  | 3-4  | 1-7  | 2-5  | 2-6  | 1-6  | 6-0  | 3-4  |
| Bolzanetese       | 0-9  | 2-0  | –––– | 4-10 | 4-4  | 2-7  | 3-0  | 1-5  | 3-6  | 2-7  |
| DLF Trieste       | 3-2  | 6-0  | 19-3 | –––– | 5-8  | 5-3  | 7-3  | 2-3  | 8-7  | 1-4  |
| Lodi              | 4-4  | 2-2  | 6-1  | 3-3  | –––– | 0-2  | 7-3  | 4-4  | 13-5 | 1-7  |
| Marzotto Valdagno | 2-6  | 3-1  | 10-2 | 1-4  | 10-2 | –––– | 3-4  | 1-2  | 7-1  | 2-2  |
| Monza             | 2-1  | 4-1  | 5-2  | 4-3  | 4-2  | 8-6  | –––– | 7-6  | 4-3  | 1-2  |
| Novara            | 5-2  | 5-0  | 11-0 | 8-1  | 4-1  | 10-2 | 5-3  | –––– | 17-1 | 6-4  |
| Pirelli           | 3-4  | 2-2  | 2-2  | 2-11 | 3-4  | 5-5  | 2-6  | 1-5  | –––– | 0-4  |
| Triestina         | 2-1  | 2-0  | 11-0 | 4-2  | 9-1  | 0-1  | 1-1  | 4-2  | 11-1 | –––– |

### Calendario
| Andata (1ª) | Andata (1ª) | Prima giornata             | Ritorno (10ª) | Ritorno (10ª) |
|             |             |                            |               |               |
| 2 mag.      | 13-3        | Amatori Modena-DLF Trieste | 2-3           | 25 lug.       |
| 2 mag.      | 2-5         | Bassano-Marzotto Valdagno  | 1-3           | 25 lug.       |
| 2 mag.      | 4-1         | Novara-Lodi                | 4-4           | 25 lug.       |
| 2 mag.      | 2-6         | Pirelli-Monza              | 3-4           | 25 lug.       |
| 2 mag.      | 11-0        | Triestina-Bolzanetese      | 7-2           | 25 lug.       |

| Andata (2ª) | Andata (2ª) | Seconda giornata         | Ritorno (11ª) | Ritorno (11ª) |
|             |             |                          |               |               |
| 9 mag.      | 3-6         | Bolzanetese-Pirelli      | 2-2           | 1º ago.       |
| 9 mag.      | 1-4         | DLF Trieste-Triestina    | 2-4           | 1º ago.       |
| 9 mag.      | 4-4         | Lodi-Amatori Modena      | 3-3           | 1º ago.       |
| 9 mag.      | 1-2         | Marzotto Valdagno-Novara | 2-10          | 1º ago.       |
| 9 mag.      | 4-1         | Monza-Bassano            | 6-2           | 1º ago.       |

| Andata (3ª) | Andata (3ª) | Terza giornata                   | Ritorno (12ª) | Ritorno (12ª) |
|             |             |                                  |               |               |
| 6 giu.      | 2-1         | Amatori Modena-Marzotto Valdagno | 6-2           | 8 ago.        |
| 6 giu.      | 3-0         | Bolzanetese-Monza                | 2-5           | 8 ago.        |
| 6 giu.      | 3-3         | Lodi-DLF Trieste                 | 8-5           | 8 ago.        |
| 6 giu.      | 1-5         | Pirelli-Novara                   | 1-17          | 8 ago.        |
| 6 giu.      | 2-0         | Triestina-Bassano                | 4-3           | 8 ago.        |

| Andata (4ª) | Andata (4ª) | Quarta giornata        | Ritorno (13ª) | Ritorno (13ª) |
|             |             |                        |               |               |
| 13 giu.     | 1-6         | Bassano-Amatori Modena | 2-8           | 22 ago.       |
| 13 giu.     | 8-7         | DLF Trieste-Pirelli    | 11-2          | 22 ago.       |
| 13 giu.     | 10-2        | Marzotto Valdagno-Lodi | 2-0           | 22 ago.       |
| 13 giu.     | 1-2         | Monza-Triestina        | 1-1           | 22 ago.       |
| 13 giu.     | 11-0        | Novara-Bolzanetese     | 5-1           | 22 ago.       |

| Andata (5ª) | Andata (5ª) | Quinta giornata            | Ritorno (14ª) | Ritorno (14ª) |
|             |             |                            |               |               |
| 20 giu.     | 3-4         | Bassano-DLF Trieste        | 0-6           | 29 ago.       |
| 20 giu.     | 0-9         | Bolzanetese-Amatori Modena | 1-11          | 29 ago.       |
| 20 giu.     | 8-6         | Monza-Marzotto Valdagno    | 4-3           | 29 ago.       |
| 20 giu.     | 3-4         | Pirelli-Lodi               | 5-13          | 29 ago.       |
| 20 giu.     | 4-2         | Triestina-Novara           | 4-6           | 29 ago.       |

| Andata (6ª) | Andata (6ª) | Sesta giornata            | Ritorno (15ª) | Ritorno (15ª) |
|             |             |                           |               |               |
| 27 giu.     | 3-1         | Amatori Modena-Monza      | 1-2           | 5 set.        |
| 27 giu.     | 19-3        | DLF Trieste-Bolzanetese   | 10-4          | 5 set.        |
| 27 giu.     | 1-7         | Lodi-Triestina            | 1-9           | 5 set.        |
| 27 giu.     | 7-1         | Marzotto Valdagno-Pirelli | 5-5           | 5 set.        |
| 27 giu.     | 5-0         | Novara-Bassano            | 6-1           | 5 set.        |

| Andata (7ª) | Andata (7ª) | Settima giornata              | Ritorno (16ª) | Ritorno (16ª) |
|             |             |                               |               |               |
| 4 lug.      | 6-1         | Lodi-Bolzanetese              | 4-4           | 19 set.       |
| 4 lug.      | 1-4         | Marzotto Valdagno-DLF Trieste | 3-5           | 19 set.       |
| 4 lug.      | 7-6         | Monza-Novara                  | 3-5           | 19 set.       |
| 4 lug.      | 2-2         | Pirelli-Bassano               | 0-6           | 19 set.       |
| 4 lug.      | 2-1         | Triestina-Amatori Modena      | 3-1           | 19 set.       |

| Andata (8ª) | Andata (8ª) | Ottava giornata               | Ritorno (17ª) | Ritorno (17ª) |
|             |             |                               |               |               |
| 11 lug.     | 3-2         | Amatori Modena-Novara         | 2-5           | 26 set.       |
| 11 lug.     | 1-7         | Bassano-Lodi                  | 2-2           | 26 set.       |
| 11 lug.     | 7-3         | DLF Trieste-Monza             | 3-4           | 26 set.       |
| 11 lug.     | 10-2        | Marzotto Valdagno-Bolzanetese | 7-2           | 26 set.       |
| 11 lug.     | 0-4         | Pirelli-Triestina             | 1-11          | 26 set.       |

| \| Andata (9ª) \| Andata (9ª) \| Nona giornata \| Ritorno (18ª) \| Ritorno (18ª) \| \| \| \| \| \| \| \| 18 lug. \| 5-1 \| Bassano-Bolzanetese \| 0-2 \| 3 ott. \| \| 18 lug. \| 7-3 \| Lodi-Monza \| 2-4 \| 3 ott. \| \| 18 lug. \| 8-1 \| Novara-DLF Trieste \| 3-2 \| 3 ott. \| \| 18 lug. \| 3-4 \| Pirelli-Amatori Modena \| 3-9 \| 3 ott. \| \| 18 lug. \| 0-1 \| Triestina-Marzotto Valdagno \| 2-2 \| 3 ott. \| |             |                             |               |               |
| Andata (9ª) | Andata (9ª) | Nona giornata               | Ritorno (18ª) | Ritorno (18ª) |
| |             |                             |               |               |
| 18 lug. | 5-1         | Bassano-Bolzanetese         | 0-2           | 3 ott.        |
| 18 lug. | 7-3         | Lodi-Monza                  | 2-4           | 3 ott.        |
| 18 lug. | 8-1         | Novara-DLF Trieste          | 3-2           | 3 ott.        |
| 18 lug. | 3-4         | Pirelli-Amatori Modena      | 3-9           | 3 ott.        |
| 18 lug. | 0-1         | Triestina-Marzotto Valdagno | 2-2           | 3 ott.        |

## Spareggio salvezza
| Arbitro: | Tiezzi (Siena) |

|                                                    |            |                                               |
| Gobbato 20'28 Albertin 53'40"                      | Marcatori  | 17'15" Facchin                                |
| Albertin Fontana Gobbato Merlo Minzon Soffia Tonon | Formazioni | Campori Cegoli Facchin Ferrando Rossi Zappalà |

## Verdetti
| Verdetto               | Club                   |
| ---------------------- | ---------------------- |
| Campione d'Italia 1964 | Triestina (18º titolo) |
| Retrocesse in Serie B  | Bolzanetese Pirelli    |

### Squadra campione
| N° | Naz.              | Ruolo | Sportivo          |  |  |  |
| -- | ----------------- | ----- | ----------------- |  |  |  |
| ?  | Italia (bandiera) | E     | Franco Cervo      |  |  |  |
| ?  | Italia (bandiera) | P     | Chiandussi        |  |  |  |
| ?  | Italia (bandiera) | E     | Fabris            |  |  |  |
| ?  | Italia (bandiera) | P     | Enzo Mari         |  |  |  |
| ?  | Italia (bandiera) | E     | Romano Martellani |  |  |  |
| ?  | Italia (bandiera) | E     | Flavio Perok      |  |  |  |
| ?  | Italia (bandiera) | E     | Roberto Pockay    |  |  |  |
| ?  | Italia (bandiera) | E     | Giuseppe Prinz    |  |  |  |

- Allenatore:  Mario Cergol

## Statistiche del torneo

### Capoliste solitarie
|    | —— | —— | —— | ——        | —— | —— | —— | —— | ——  | ——  | ——  | ——  | ——  | ——  | ——  | ——  | ——  | —— |  |
|    |    |    |    | Triestina |    |    |    |    |     |     |     |     |     |     |     |     |     |    |  |
|    |    |    |    |           |    |    |    |    |     |     |     |     |     |     |     |     |     |    |  |
|    |    |    |    |           |    |    |    |    |     |     |     |     |     |     |     |     |     |    |  |
| 1ª | 2ª | 3ª | 4ª | 5ª        | 6ª | 7ª | 8ª | 9ª | 10ª | 11ª | 12ª | 13ª | 14ª | 15ª | 16ª | 17ª | 18ª |    |  |

### Classifica in divenire
|                   | 1ª | 2ª | 3ª | 4ª | 5ª | 6ª | 7ª | 8ª | 9ª | 10ª | 11ª | 12ª | 13ª | 14ª | 15ª | 16ª | 17ª | 18ª |
| ----------------- | -- | -- | -- | -- | -- | -- | -- | -- | -- | --- | --- | --- | --- | --- | --- | --- | --- | --- |
| Amatori Modena    | 2  | 3  | 5  | 7  | 9  | 11 | 11 | 13 | 15 | 15  | 16  | 18  | 20  | 22  | 22  | 22  | 22  | 24  |
| Bassano           | 0  | 0  | 0  | 0  | 0  | 0  | 1  | 1  | 3  | 3   | 3   | 3   | 3   | 3   | 3   | 5   | 6   | 6   |
| Bolzanetese       | 0  | 0  | 2  | 2  | 2  | 2  | 2  | 2  | 2  | 2   | 3   | 3   | 3   | 3   | 3   | 4   | 4   | 6   |
| DLF Trieste       | 0  | 0  | 1  | 3  | 5  | 7  | 9  | 11 | 11 | 13  | 13  | 13  | 15  | 17  | 19  | 21  | 21  | 21  |
| Lodi              | 0  | 1  | 2  | 2  | 4  | 4  | 6  | 8  | 10 | 11  | 12  | 14  | 14  | 16  | 16  | 17  | 18  | 18  |
| Marzotto Valdagno | 2  | 2  | 2  | 4  | 4  | 6  | 6  | 8  | 10 | 12  | 12  | 12  | 14  | 14  | 15  | 15  | 17  | 18  |
| Candy Monza       | 2  | 4  | 4  | 4  | 6  | 6  | 8  | 8  | 8  | 10  | 12  | 14  | 15  | 17  | 19  | 19  | 21  | 23  |
| Novara            | 2  | 4  | 6  | 8  | 8  | 10 | 10 | 10 | 12 | 13  | 15  | 17  | 19  | 21  | 23  | 25  | 27  | 29  |
| Pirelli           | 0  | 2  | 2  | 2  | 2  | 2  | 3  | 3  | 3  | 3   | 4   | 4   | 4   | 4   | 5   | 5   | 5   | 5   |
| Triestina         | 2  | 4  | 6  | 8  | 10 | 12 | 14 | 16 | 16 | 18  | 20  | 22  | 23  | 23  | 25  | 27  | 29  | 30  |

### Record squadre
- Maggior numero di vittorie: Novara e Triestina (14)
- Minor numero di vittorie: Pirelli (1)
- Maggior numero di pareggi: Lodi (6)
- Minor numero di pareggi: Candy Monza, DLF Trieste e Novara (1)
- Maggior numero di sconfitte: Bassano, Bolzanetese e Pirelli (14)
- Minor numero di sconfitte: Triestina (2)
- Miglior attacco: Novara (106 reti realizzate)
- Peggior attacco: Bassano (32 reti realizzate)
- Miglior difesa: Triestina (26 reti subite)
- Peggior difesa: Bolzanetese (128 reti subite)
- Miglior differenza reti: Novara (+68)
- Peggior differenza reti: Bolzanetese (-95)

### Classifica cannonieri
| Gol |  |  | Giocatore         | Squadra           |
| --- |  |  | ----------------- | ----------------- |
| 40  |  |  | Romano Martellani | Triestina         |
| 39  |  |  | Renzo Zaffinetti  | Novara            |
| 35  |  |  | Armando Spessot   | DLF Trieste       |
| 33  |  |  | Maurizio Gelmini  | Lodi              |
| 28  |  |  | Sbalchiero        | Lazio             |
| 26  |  |  | Luigi De Gerone   | Marzotto Valdagno |
| 21  |  |  | Claudio Brezigar  | Amatori Modena    |
| 21  |  |  | Gregori           | DLF Trieste       |
| 21  |  |  | Scieghi           | DLF Trieste       |
| 21  |  |  | Pierluigi Colombo | Novara            |

### Libri
- La Gazzetta dello Sport, Annuario dello Sport 1965, Milano, Edizioni S.E.S.S.,  pp. 266-268, risultati e classifica finale della stagione 1964, conservato dalla Biblioteca comunale centrale di Milano, deposito di via Quaranta.
- Gianfranco Capra e Mario Scendrate, Hockey su pista in Italia e nel mondo, Novara, Casa Editrice S.E.N., settembre 1984,  p. 105.

### Giornali
- La Gazzetta dello Sport, conservata microfilmato presso.
  - Biblioteca Nazionale Braidense di Milano, presso MediaTeca Santa Teresa, via Moscova 28 a Milano;
  - Biblioteca Nazionale Centrale di Firenze;
  - Biblioteca Nazionale Centrale di Roma;
  - Biblioteca Civica Berio di Genova;
  - e presso Emeroteca del C.O.N.I. di Roma (non è online ma è da consultare in sede).
- Il Cittadino di Monza e Brianza, che ha sempre pubblicato i risultati nell'edizione del giovedì. Giornale conservato microfilmato presso la Biblioteca Nazionale Braidense di Milano (presso emeroteca Santa Teresa in via Moscova 28) e la Biblioteca Comunale di Monza.